# Aeroporto Internazionale di Kosrae
L'Aeroporto internazionale di Kosrae (Kosrae International Airport) (IATA: KSA, ICAO: PTSA, FAA LID: TTK) è un aeroporto degli Stati Federati di Micronesia situato nello Stato di Kosrae, su un'isoletta, collegata con un istmo all'isola principale, nella municipalità di Tafunsak.